# Majdan Królewski

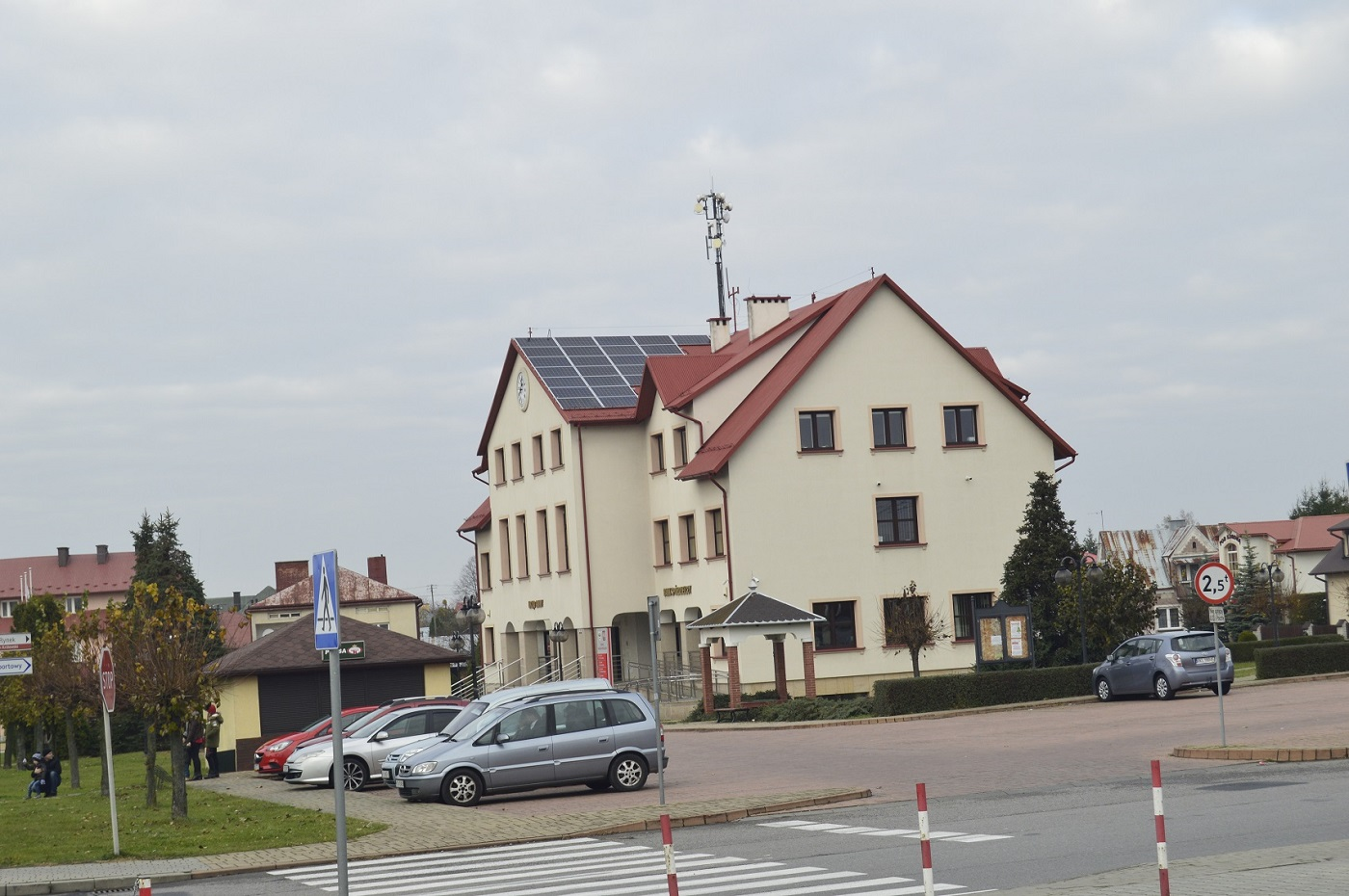
Majdan Królewski

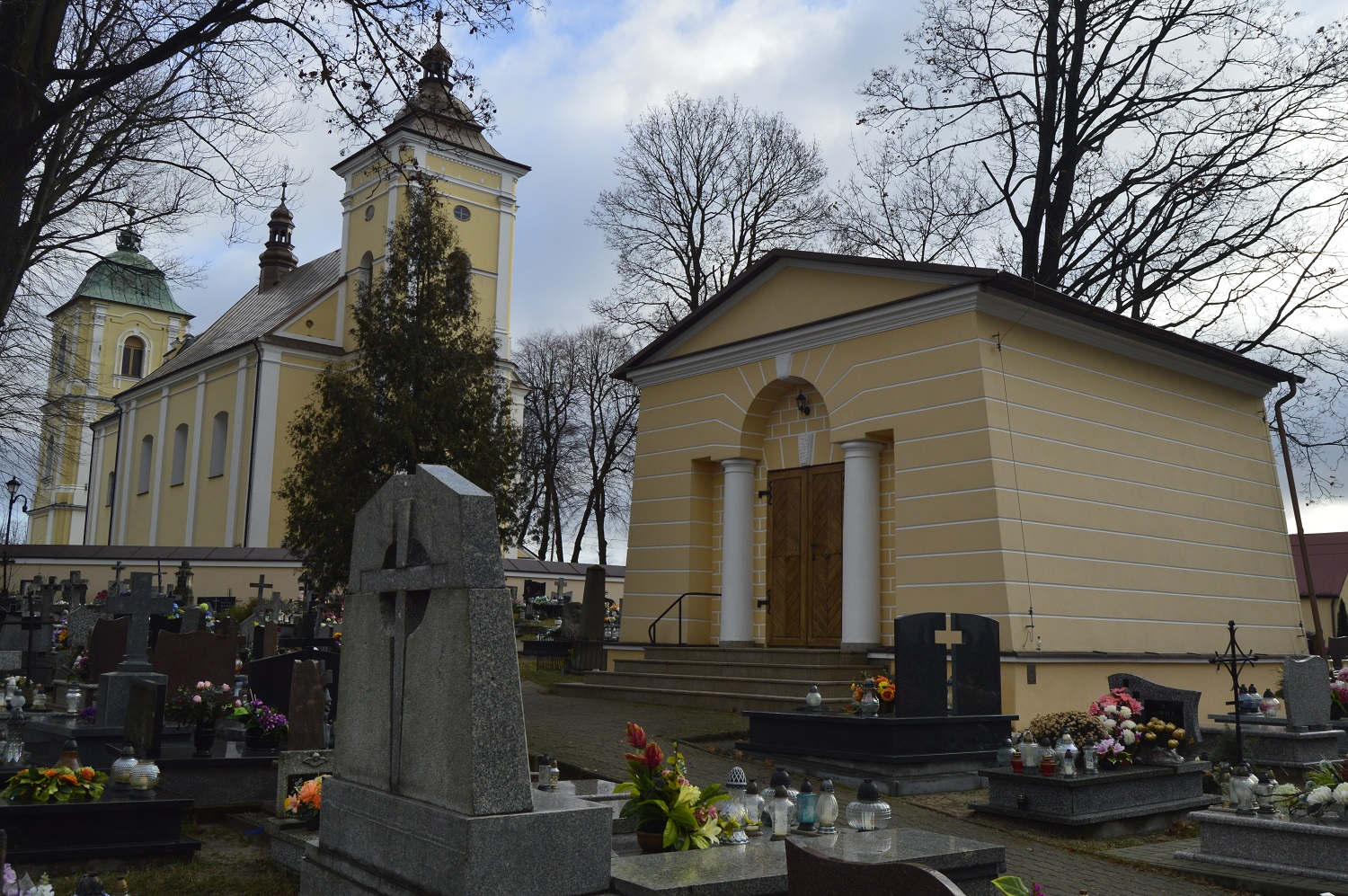
Kaplica rodu Kozłowieckich w Majdanie Królewskim - cmentarz

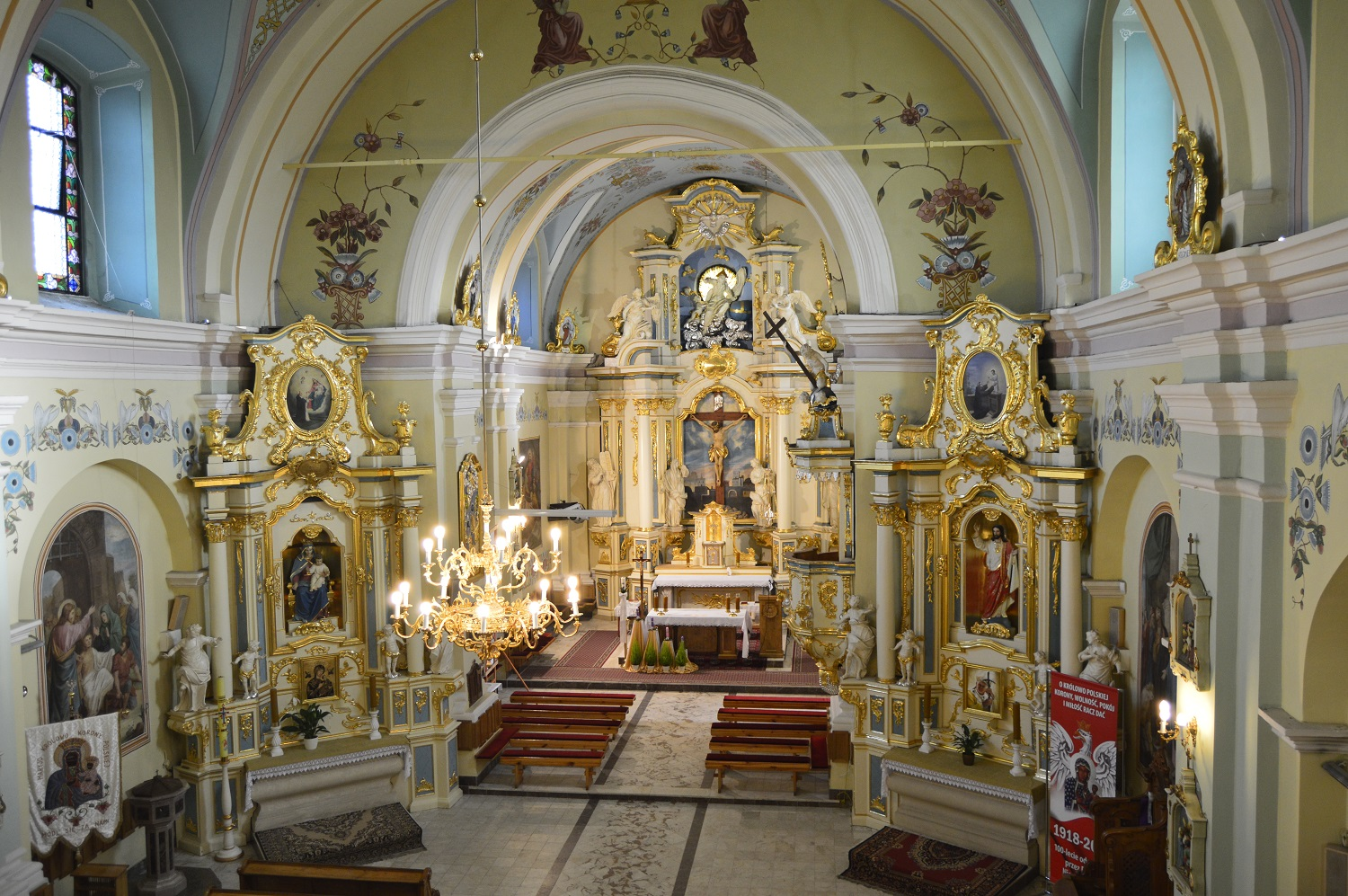
Wnętrze kościoła w Majdanie Królewskim

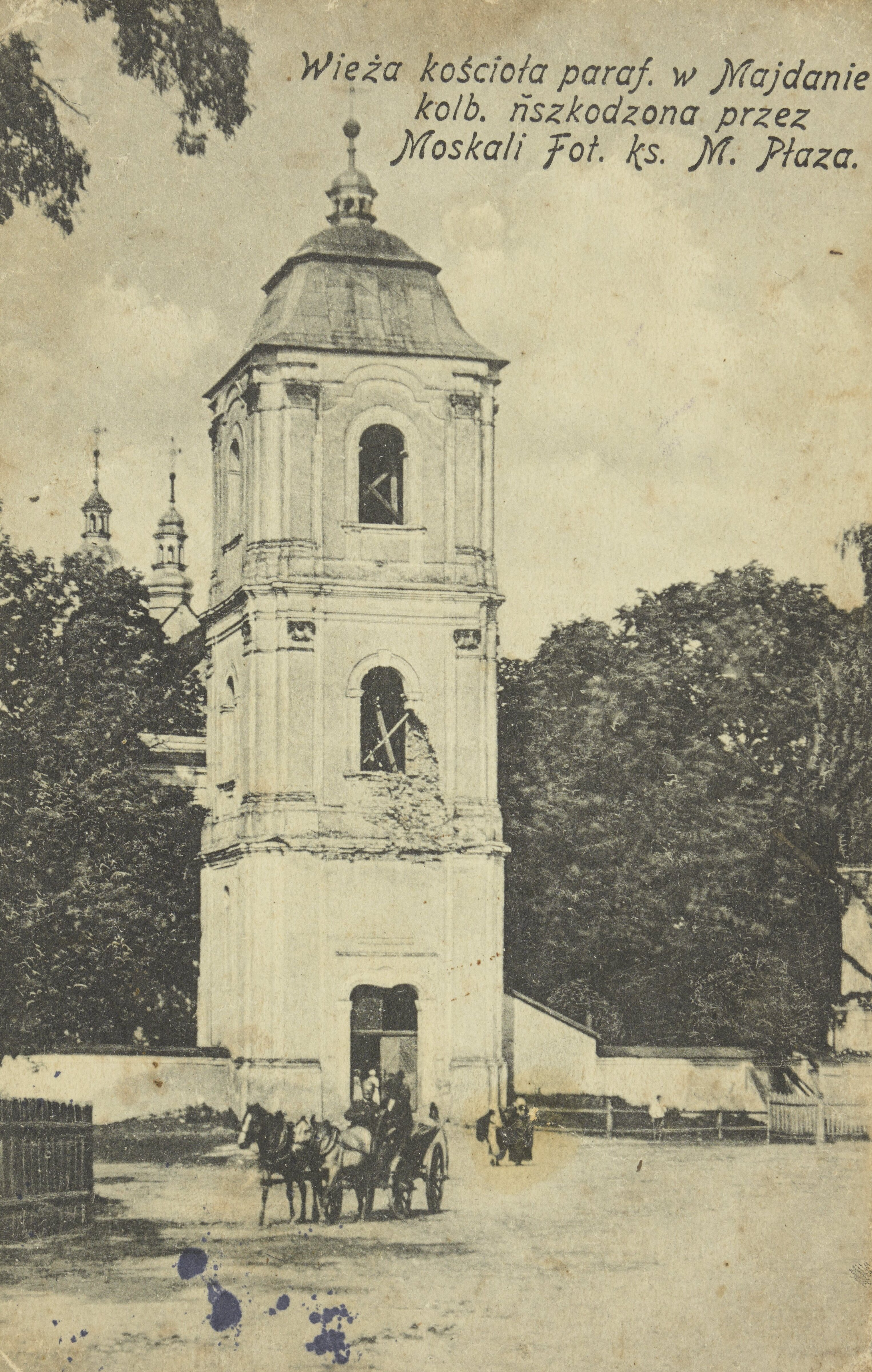
Uszkodzenie w czasie I wojny światowej

Majdan Królewski – wieś (dawniej miasto) w Polsce, w województwie podkarpackim, w powiecie kolbuszowskim, siedziba gminy Majdan Królewski.
Majdan Królewski uzyskał lokację miejską przed 1763 rokiem, zdegradowany w 1785 roku.
| SIMC    | Nazwa             | Rodzaj    |
| ------- | ----------------- | --------- |
| 0799411 | Ciułak            | część wsi |
| 0799428 | Grabina           | część wsi |
| 0799434 | Miasto            | część wsi |
| 0799440 | Poręby Majdańskie | część wsi |
| 0799457 | Stawek            | część wsi |

Od nazwy miejscowości pochodzi nazwa dawnej stacji, obecnie przystanku kolejowego Majdan Królewski, położonego na terenie sąsiedniej wsi Huta Komorowska.

## Historia
Początki Majdanu Królewskiego sięgają końca XVII wieku, kiedy to wójtowie pobliskiego Komorowa i leśniczowie tamtejszego królewskiego leśnictwa założyli obok wcześniejszej huty szkła „Potażnię alias Maydan”. Z czasem rozwinęła się obok huty wieś Majdan, zamieszkiwana przez jej pracowników (wówczas 59 mieszkańców). W 1743 w Majdanie wystawiono drewnianą kaplicę, zaś w 1765 August III ufundował tu za wstawiennictwem starosty sandomierskiego Józefa Kajetana Ossolińskiego parafię, którą erygował biskup Kajetan Ignacy Sołtyk. Cztery lata wcześniej, w 1761, rozpoczęto budowę obecnego, murowanego kościoła pod wezwaniem Świętego Bartłomieja, kontynuowaną potem staraniem proboszcza parafii Szymona Wątróbskiego. Świątynię ukończono i poświęcono w 1792. Konsekracji dokonał biskup przemyski Antoni Gołaszewski. W końcu XVIII wieku świątynię otoczono murowanym ogrodzeniem z bramą - dzwonnicą (1794).
Pod koniec XVIII wieku Majdan otrzymał prawa miejskie. Nie zachował się ani akt erekcyjny, ani wiarygodne źródła piśmiennicze, kto podniósł go do tej godności, daty wskazywałyby jednak, że nie – jak podają niektórzy, m.in. T. Opos w książce „Miasta regionu w XVII i XVIII wieku” – August III Sas, który zmarł w 1763, lecz Stanisław Poniatowski.
Jako prężny ośrodek handlowy, ściągał z odległych stron cotygodniowe targi tłumy ludzi, których nie mógł pomieścić obszerny rynek. W 1857 pobliska Kolbuszowa, od dawna będąca miastem, awansowała na stolicę powiatu. W jego skład wchodziły trzy miasta: Kolbuszowa, Sokołów Małopolski i Majdan, który w tym czasie otrzymał „przydomek” kolbuszowski, przy którym pozostał aż do 1938, gdy Sejm Rzeczypospolitej przyznał mu nazwę Królewski motywując zmianę „historycznym pochodzeniem”.
Przed II wojną światową Majdan liczył 2200 mieszkańców. W latach 1941–1942 ludność Majdanu wysiedlono i urządzono tutaj obóz jeniecki żołnierzy sowieckich – Niemcy wymordowali wówczas 10000 jeńców. Na wystawionym w 1962 pomniku, stojącym w rynku, w Majdanie Królewskim, umieszczona jest tablica z napisem: „Nigdy nie zapomnimy barbarzyństwa faszystów niemieckich, którzy w latach 1941–1942 w obozie na terenie Majdanu, głodową śmiercią pozbawili życia 10 tys. jeńców radzieckich”.
Lata powojenne to czas powrotu wysiedlonej ludności i odbudowy domostw urzędów publicznych oraz szkoły. Lata dziewięćdziesiąte to okres największych inwestycji podjętych na terenie Gminy Majdan Królewski i jego największy rozkwit.
W latach 1975–1998 miejscowość administracyjnie należała do województwa tarnobrzeskiego.

## Wspólnoty wyznaniowe
- Kościół rzymskokatolicki – parafia św. Bartłomieja Apostoła[9]
- Chrześcijańska Wspólnota Ewangeliczna – placówka misyjna w Majdanie Królewskim[10]

## Fundacja Kardynała Kozłowieckiego
W Majdanie od 2008 działa Fundacja im. Księdza Kardynała Adama Kozłowieckiego – „Serce bez granic”, której celem jest rekonstrukcja pałacu Kozłowieckich w Hucie Komorowskiej z przystosowaniem na centrum pamięci o Kardynale Adamie Kozłowieckim oraz utworzenie Diecezjalnego Centrum Misyjnego o charakterze formacyjno-edukacyjnym.

## Edukacja
Na terenie wsi funkcjonują następujące placówki: Publiczna Szkoła Podstawowa im. Marii Skłodowskiej Curie, przy ulicy Jagiellońskiej i Podlasek. Przedszkole na osiedlu Podlasek oraz przedszkole przy ul. Jagiellońskiej.

## Sport
W roku 1954 w Majdanie Królewskim powstało koło LZS, dzięki czemu piłkarze ze wsi i okolic mogli spotykać się z regionalnymi zespołami piłkarskimi występującymi w ówczesnej klasie C. Z czasem nazwa „LZS Majdan Królewski” przekształciła się w „LZS Korona Majdan Królewski”. Na początku XX wieku człon „LZS” zamieniono w „KS”. Drużyna przez większość czasu w swojej historii potykała się na B-klasowym froncie. Jednak w sezonie 2002/2003 nastąpił awans do klasy A, a po dwóch sezonach do klasy okręgowej.
Lokalnym rywalem tego klubu jest drużyna Stal Nowa Dęba. Dotychczasowe spotkania tych drużyn, na V-ligowym froncie cieszyły się dużym zainteresowaniem. Na mecz przychodziło blisko 1000 widzów (co jak na tak niską grupę nie jest często spotykane).

### Sukcesy
- Najwyższy poziom ligowy – klasa okręgowa (8. miejsce w sezonie 2009/2010)[13].

### Ostatnie sezony[14]
| Sezon     | Szczebel rozgrywkowy | Pozycja     | Uwagi                    |
| --------- | -------------------- | ----------- | ------------------------ |
| 2002/2003 | klasa B              | 1. miejsce  | awans do klasy A         |
| 2003/2004 | klasa A              | 4. miejsce  | —                        |
| 2004/2005 | klasa A              | 1. miejsce  | awans do klasy okręgowej |
| 2005/2006 | klasa okręgowa       | 10. miejsce | —                        |
| 2006/2007 | klasa okręgowa       | 15. miejsce | spadek do klasy A        |
| 2007/2008 | klasa A              | 6. miejsce  | —                        |
| 2008/2009 | klasa A              | 2. miejsce  | awans do klasy okręgowej |
| 2009/2010 | klasa okręgowa       | 8. miejsce  | —                        |
| 2010/2011 | klasa okręgowa       | 16. miejsce | spadek do klasy A        |
| 2011/2012 | klasa A              | 3. miejsce  | —                        |
| 2012/2013 | klasa A              | 5. miejsce  | —                        |
| 2013/2014 | klasa A              | 8. miejsce  | —                        |
| 2014/2015 | klasa A              | 7. miejsce  | —                        |
| 2015/2016 | klasa A              | 5. miejsce  | —                        |
| 2016/2017 | klasa A              | 4. miejsce  | —                        |
| 2017/2018 | klasa A              | 2. miejsce  | awans do klasy okręgowej |
| 2018/2019 | klasa okręgowa       | 13. miejsce | —                        |
| 2019/2020 | klasa okręgowa       | 15. miejsce | —                        |
| 2020/2021 | klasa okręgowa       | 15. miejsce | —                        |
| 2021/2022 | klasa okręgowa       | 17. miejsce | spadek do klasy A        |
| 2022/2023 | klasa A              | 5. miejsce  | —                        |
| 2023/2024 | klasa A              | 11. miejsce | spadek do klasy B        |
| 2024/2025 | klasa B              | 8. miejsce  | —                        |
| 2025/2026 | klasa B              |             |                          |

## Zabytki
- Cmentarz żydowski
- Kaplica przydrożna Chrystusa Ukrzyżowanego
- Kaplica grobowa Kozłowieckich